# Gesta Dei per Francos

Dei gesta per Francos (« L'action de Dieu passe par les Francs ») est une formule latine forgée par l'historien et théologien Guibert de Nogent à propos de la première croisade. Cette formule fait office de titre à l'un de ses ouvrages d'histoire qui propose une lecture du point de vue français de cet évènement historique. 

## Œuvre

### Éditions modernes traduites enfrançais
- Histoire des croisades par Guibert de Nogent, Paris, Brière (Collection des mémoires relatifs à l'histoire de France, 9-10), 1825, 2 t, xii + 510, 479 p.
- Guibert de Nogent, Geste de Dieu par les Francs: histoire de la première croisade. Introduction, traduction et notes par Monique-Cécile Garand, Turnhout, Brepols (Miroir du Moyen Âge), 1998, 325 p.
- Guibert de Nogent, Histoire de la première croisade, traduit du latin par François Guizot, édition établie par Nathalie Desgrugillers, Clermont-Ferrand, Paleo (Sources de l'histoire de France), 2005, 291 p.